# Agave hauniensis
Agave hauniensis ist eine Pflanzenart aus der Gattung der Agaven (Agave) in der Unterfamilie der Agavengewächse (Agavoideae). Das Artepitheton hauniensis leitet sich vom lateinischen Wort Haunia für ‚Kopenhagen‘ ab und verweist darauf, dass die Pflanzen im dortigen Botanischen Garten kultiviert wurden.

## Beschreibung
Agave hauniensis vermehrt sich vegetativ durch seitliche Triebe aus dem 7 Zentimeter im Durchmesser messenden Rhizom. Die übergebogenen linealisch-lanzettlichen, etwas ledrigen Laubblätter sind seicht rinnig. Ihre Spitze ist spitz und trägt ein langes, stechendes Spitzchen. Die grünen, auf der Unterseite leicht glauke Blattspreite ist 49 bis 77 (selten 35 bis 92) Zentimeter lang und 4 bis 10,5 Zentimeter breit. Die hyalinen Blattränder sind knorpelig. Sie sind manchmal dunkelgrün oder purpurfarben gestrichelt und unregelmäßig gezähnelt bis gezähnelt- ausgenagt. Die Zähne sind klein und einfach bis groß und zwei- bis dreispitzig.
Der „ährige“ Blütenstand erreicht eine Höhe von 200 bis 350 (selten bis 380) Zentimeter. Der dichte blütentragende Teil ist 41,5 oder mehr (selten ab 22,5) Zentimeter lang und trägt 23 bis 40 oder mehr Blüten. Die sitzenden Blüten sind aufrecht-ausgebreitet und fleischig. Der ellipsoide bis eiförmige Fruchtknoten ist 12 bis 22 Millimeter lang. Die trichterförmige, fast gerade  Perigonröhre weist eine Länge von 14 bis 20 Millimeter auf. Die ausgebreiteten, länglichen, kapuzenförmigen, gelblich grünen oder innen auch dunkelroten Zipfel sind 20 bis 27 Millimeter (in Kultur 35 bis 46 Millimeter) lang. Die ausgebreiteten Staubfäden sind rötlich. Der rötlichbraune Griffel überragt die Blütenröhre um 72 bis 108 Millimeter. Die keulenförmigen Narben sind dreikantig. Die Blütezeit ist der November.
Die eiförmigen bis länglichen, unten gerundeten Früchte sind etwa 3 Zentimeter lang und 1,2 bis 2 Zentimeter breit.

## Systematik und Verbreitung
Agave hauniensis ist in den mexikanischen Bundesstaaten Guerrero, México und Morelos auf Lavafeldern, felsigen Hängen in Eichenwäldern oder in voller Sonne auf Lichtungen in Höhenlagen von 700 bis 2010 Metern verbreitet. 
Die Erstbeschreibung durch Johannes Boye Petersen wurde 1947 veröffentlicht.
Ein nomenklatorisches Synonym ist Manfreda hauniensis (J.B.Petersen) Verh.-Will. (1978). Weitere Synonyme sind Manfreda insignis Matuda (1966) und Manfreda malinaltenangensis Matuda (1976).
Die Art gehört in die Untergattung Manfreda und wird dort der Manfreda-Gruppe zugeordnet.

## Nachweise